# 루나 마야
루나 마야(Luna Maya, 1983년 8월 26일 ~ )는 인도네시아의 배우, 가수, 모델이다.

## 출연 작품
- 킬러스 (2014)